# Addicted to You (Avicii)
Addicted to You è un singolo del DJ svedese Avicii, pubblicato il 27 novembre 2013 come quarto estratto dal primo album in studio True.
Pubblicato inizialmente per le stazioni radiofoniche australiane, dal 7 aprile 2014 è stato pubblicato a livello mondiale.
Il brano è stato scritto da Tim Bergling, Ash Pournouri, Mac Davis e Josh Krajcik ed è cantato da Audra Mae.

## Video musicale
Il video musicale è ambientato negli anni trenta, e trae ispirazione dalla storia di Bonnie e Clyde, rivisitandola e trasformando il duo di criminali in una coppia dello stesso sesso. Il video è stato girato a Gällivare, nella Lapponia svedese e le protagoniste sono le attrici Madeleine Martin Minou (la donna bruna) e Hedda Stiernstedt (la bionda), entrambe svedesi.

## Tracce
Download digitale
1. Addicted to You – 2:28

## Classifiche

### Classifiche settimanali
| Classifica (2013-14) | Posizione massima |
| -------------------- | ----------------- |
| Australia            | 5                 |
| Austria              | 3                 |
| Belgio (Fiandre)     | 5                 |
| Belgio (Vallonia)    | 5                 |
| Canada               | 75                |
| Danimarca            | 24                |
| Francia              | 6                 |
| Germania             | 6                 |
| Irlanda              | 8                 |
| Italia               | 8                 |
| Lussemburgo          | 3                 |
| Norvegia             | 16                |
| Nuova Zelanda        | 6                 |
| Paesi Bassi          | 5                 |
| Regno Unito          | 14                |
| Repubblica Ceca      | 1                 |
| Slovacchia           | 5                 |
| Spagna               | 29                |
| Svezia               | 11                |
| Svizzera             | 4                 |
| Ungheria             | 4                 |

### Classifiche di fine anno
| Classifica (2014) | Posizione |
| ----------------- | --------- |
| Italia            | 43        |